# Karl Rikard Sterner
Karl Rikard Sterner ( 1891 - 1956 ) fue un botánico sueco.
Realizó extensas expediciones botánicas por Suecia, y en Estonia. Profesor asistente en el Jardín botánico de la Universidad de Upsala en 1923, y en 1926 profesor asociado en Vänersborg.
Parte de sus colecciones de especímenes se encuentran en el Herbario Patavinuma de la Universidad de Padua.

## Algunas publicaciones
- karl rikard Sterner. 1986. Ölands kärlväxtflora. Acta Phytogeographica Suecica 9. Con Åke Lundqvist. 2.ª ed. de Svensk Botanisk Tidskrift, 400 pp. ISBN 9186344366, ISBN 9789186344368

, kai curry-Lindahl, elis Malmeström}}. 1955. Natur på Öland (Naturaleza en Öland). Ed. Almqvist & Wiksell, 354 pp.

## Honores

### Eponimia
- (Rosaceae) Potentilla sterneri T.Gregor & Karlsson[4]
- La abreviatura «Sterner» se emplea para indicar a Karl Rikard Sterner como autoridad en la descripción y clasificación científica de los vegetales.[5]